# Kiko soseiki Mospeada
Kiko soseiki Mospeada (機甲創世記モスピーダ, Kiko soseiki Mospeada) è un anime televisivo di 25 episodi giapponese del 1983.
È stato utilizzato da Carl Macek come terza stagione di Robotech, saga che univa tre serie d'animazione giapponesi assolutamente indipendenti tra loro: Macross, Chōjikū kidan Southern Cross e Mospeada.

## Trama
Senza alcun preavviso, nell'anno 2050, una razza aliena conosciuta semplicemente come  Invid, giunge sulla Terra e la conquista. Anni dopo, nonostante i fallimenti passati, gli abitanti delle colonie terrestri su Marte inviano un gruppo di uomini per tentare di reclamare l'indipendenza terrestre. Prevedibilmente la flotta viene facilmente sconfitta dagli Invid, tuttavia un unico elemento della spedizione sopravvive: Stig Bernard. Unendosi ad un gruppo di ribelli, Stig, organizza una rivolta "interna" per un ultimo tentativo di liberare la Terra.

## Episodi
| Nº | Giapponese 「Kanji」 - Rōmaji                           | In onda          | In onda |
| Nº | Giapponese 「Kanji」 - Rōmaji                           | Giapponese       |         |
| 1  | 「襲撃のプレリュード」 - Shūgeki no Pureryūdo           | 2 ottobre 1983   |         |
| 2  | 「失恋少女のマーチ」 - Shitsuren Shōjo no Māchi         | 9 ottobre 1983   |         |
| 3  | 「真昼の決闘コンサート」 - Mahiru no Kettō Konsāto      | 16 ottobre 1983  |         |
| 4  | 「気分はサバイバル・ソング」 - Kibun wa Sabaibaru Songu | 23 ottobre 1983  |         |
| 5  | 「ライブ・イン・強奪作戦」 - Raibu In Gōdatsu Sakusen   | 30 ottobre 1983  |         |
| 6  | 「突ッ張り少女ブルース」 - Tsuppari Shōjo Burūsu        | 6 novembre 1983  |         |
| 7  | 「亡き勇者のラグタイム」 - Naki Yūsha no Ragutaimu      | 13 novembre 1983 |         |
| 8  | 「ジョナサンのエレジー」 - Jonasan no Erejī             | 20 novembre 1983 |         |
| 9  | 「ロスト・ワールド遁走曲」 - Rosuto Wārudo Tonsōkyoku   | 27 novembre 1983 |         |
| 10 | 「戦場のレクイエム」 - Senjō no Rekuiemu                | 4 dicembre 1983  |         |
| 11 | 「遠い希望のララバイ」 - Tōi Kibō no Rarabai            | 11 dicembre 1983 |         |
| 12 | 「要塞突破ブギ」 - Yōsai Toppa Bugi                     | 18 dicembre 1983 |         |
| 13 | 「砂嵐プレイバック」 - Suna-arashi Pureibakku           | 25 dicembre 1983 |         |
| 14 | 「ミントの結婚行進曲」 - Minto no Kekkonkōshinkyoku     | 8 gennaio 1984   |         |
| 15 | 「仲間割れのバラード」 - Nakamaware no Barādo           | 15 gennaio 1984  |         |
| 16 | 「トラップ・レゲエ」 - Torappu Regē                     | 22 gennaio 1984  |         |
| 17 | 「白夜のセレナーデ」 - Hakuya no Serenāde               | 29 gennaio 1984  |         |
| 18 | 「老兵たちのポルカ」 - Rōhei-tachi no Poruka            | 5 febbraio 1984  |         |
| 19 | 「氷河都市のフォルテ」 - Hyōga Toshi no Forute          | 12 febbraio 1984 |         |
| 20 | 「夜空のバースディ・ソング」 - Yozora no Bāsudi Songu   | 19 febbraio 1984 |         |
| 21 | 「殺しのアルペジオ」 - Koroshi no Arupejio              | 26 febbraio 1984 |         |
| 22 | 「ニューヨーク・ビーバップ」 - Nyū Yōku Bībappu         | 4 marzo 1984     |         |
| 23 | 「黒髪のパルティータ」 - Kokuhatsu no Parutīta          | 11 marzo 1984    |         |
| 24 | 「闇のフィナーレ Y」 - Ami no Fināre                    | 18 marzo 1984    |         |
| 25 | 「光のシンフォニー」 - Hikari no Shinfonī               | 25 marzo 1984    |         |

## Musiche
Blue Rain" (ブルー・レイン Burū Rein)
Mine Matsuki